# Eonycteris spelaea
Eonycteris spelaea е вид бозайник от семейство Плодоядни прилепи (Pteropodidae).

## Разпространение
Видът е разпространен в Бруней, Виетнам, Източен Тимор, Индия (Андамански острови, Андхра Прадеш, Асам, Карнатака, Манипур, Мегхалая, Нагаланд, Никобарски острови, Сиким, Тамил Наду и Утаракханд), Индонезия, Камбоджа, Китай, Лаос, Малайзия, Мианмар, Сингапур, Тайланд и Филипини.